# 2PM
2PM (tiếng Hàn: 투피엠) là một nhóm nhạc nam Hàn Quốc ra mắt năm 2008, được thành lập bởi JYP Entertainment. Nhóm bao gồm 6 thành viên: Jun. K (trước đây là Junsu), Nichkhun, Taecyeon, Wooyoung, Junho và Chansung. Ban đầu là một nhóm nhạc 7 thành viên, cựu thành viên và trưởng nhóm Jaebeom đã tạm thời rời nhóm do những tranh cãi bắt nguồn từ các bài đăng của anh trên MySpace vào năm 2009 trước khi được thông báo chính thức rời nhóm và công ty vào đầu năm 2010.
Lịch sử của 2PM bắt đầu khi nhạc sĩ người Hàn Quốc Park Jin-young thành lập một nhóm nhạc 11 thành viên được gọi là One Day thông qua bộ phim tài liệu Hot Blood Men. Cuối cùng, nhóm được tách ra thành nhóm nhạc hip hop 2PM và một nhóm nhạc tương tự nhưng độc lập được gọi là 2AM. 2PM ra mắt với bài hát "10 Out of 10" (10점 만점에 10점; lit. "10 Points Out of 10 Points"), thể hiện phong cách vũ đạo nhào lộn của họ. Sau đó, họ đã đạt được vị trí số 1 đầu tiên với đĩa đơn "Again & Again". Cả hai đĩa đơn đều được giới thiệu trong album phòng thu đầu tiên của họ, 01:59PM, được phát hành vào năm 2009. Nhóm tiếp tục phát hành một album tiếng Hàn khác, được gọi là Hands Up, vào năm 2011. Họ đã ra mắt tại Nhật Bản vào cuối năm đó với Republic of 2PM. Sau hơn một năm, nhóm trở lại vào năm 2013 với album phòng thu thứ ba Grown. Vào đầu tháng 9 năm 2014, 2PM trở lại với album phòng thu thứ tư Go Crazy. Vào ngày 15 tháng 6 năm 2015, 2PM đã trở lại với album phòng thu thứ năm của họ, No.5. Sau nhiều mong đợi, 2PM đã trở lại vào ngày 13 tháng 9 năm 2016 với album phòng thu thứ sáu Gentlemen's Game.
Sau chuyến lưu diễn cho Gentlemen's Game, nhóm đã chính thức gián đoạn hoạt động vào tháng 7 năm 2017 do nghĩa vụ quân sự bắt buộc. Sau khi các thành viên xuất ngũ, 2PM đã trở lại với album phòng thu thứ bảy Must vào tháng 6 năm 2021.

## Lịch sử

### Trước khi ra mắt
Tất cả các thành viên của 2PM phải trải qua một cuộc thử giọng (trừ Nichkhun, người đã được chọn từ trước) để trở thành một phần của JYP Entertainment. Một số thành viên được tổ chức thử giọng ở các nước khác nhau, ví dụ như Jay Park-(Park Jaebeom) thử giọng ở Hoa Kỳ. Các thành viên khác đã có kinh nghiệm trong ngành giải trí trước khi được chấp nhận vào JYP Entertainment, như Jun. K, người đã chiến thắng nhiều cuộc thi ca hát khác nhau; Taecyeon, Junho và Chansung, đã từng tham gia vào cuộc thi "SuperStar Survival".
Một vài thành viên đã định cư tại Mỹ trước đó như cựu trưởng nhóm Jaebeom sống tại Seattle, Nichkhun ở Nam California, trong khi Taecyeon đã trải qua bảy năm ở Massachusetts trước khi trở về Hàn Quốc.
Ban đầu, các thành viên 2PM đều là thành viên của nhóm nhạc One Day. Những ngày tháng khổ luyện của 2PM và 2AM đã được dựng thành một bộ phim tài liệu mang tên "Hot Blood Men", được phát sóng trên kênh Mnet. Bộ phim cho thấy 1 quy trình đào tạo nghiêm ngặt của JYP với các học viên, những người sẽ được tham gia vào nhóm One Day (gồm 2PM và 2AM), ngoài ra còn có 3 học viên bị loại qua chương trình này.

### 2008–2009: Ra mắt và nhanh chóng nổi tiếng
Trong khi hầu hết các nhóm nhạc Hàn Quốc vào thời điểm đó đều theo đuổi hình ảnh "chàng trai đẹp" (Hangul: kkonminam), thì 2PM đã xây dựng một hình ảnh mạnh mẽ và đàn ông giống như quái thú khi họ ra mắt. Bằng sự nổi lên hình ảnh nam tính của họ, 2PM đã tạo ra hiện tượng "jimseung-dol" (jimseung có nghĩa là một con vật hay con thú trong tiếng Hàn) trong năm 2008.
Jaebeom đã được chọn là trưởng nhóm, vì anh là thành viên lớn tuổi nhất và cũng là người được tất cả thành viên công nhận là người tài năng nhất. Anh đóng vai chính trong một số video âm nhạc liên quan liên quan đến những đĩa đơn ban đầu của nhóm.

2PM ra mắt với ca khúc "10 Points Out Of 10 Points"(10점 만점에 10점 vào ngày 4 tháng 9 năm 2008. Ngày 17 tháng 10 năm 2008, nhóm bắt đầu quảng bá bằng ca khúc "Only You", một bài hát trong mini-album đầu tay "Hottest Time Of The Day".

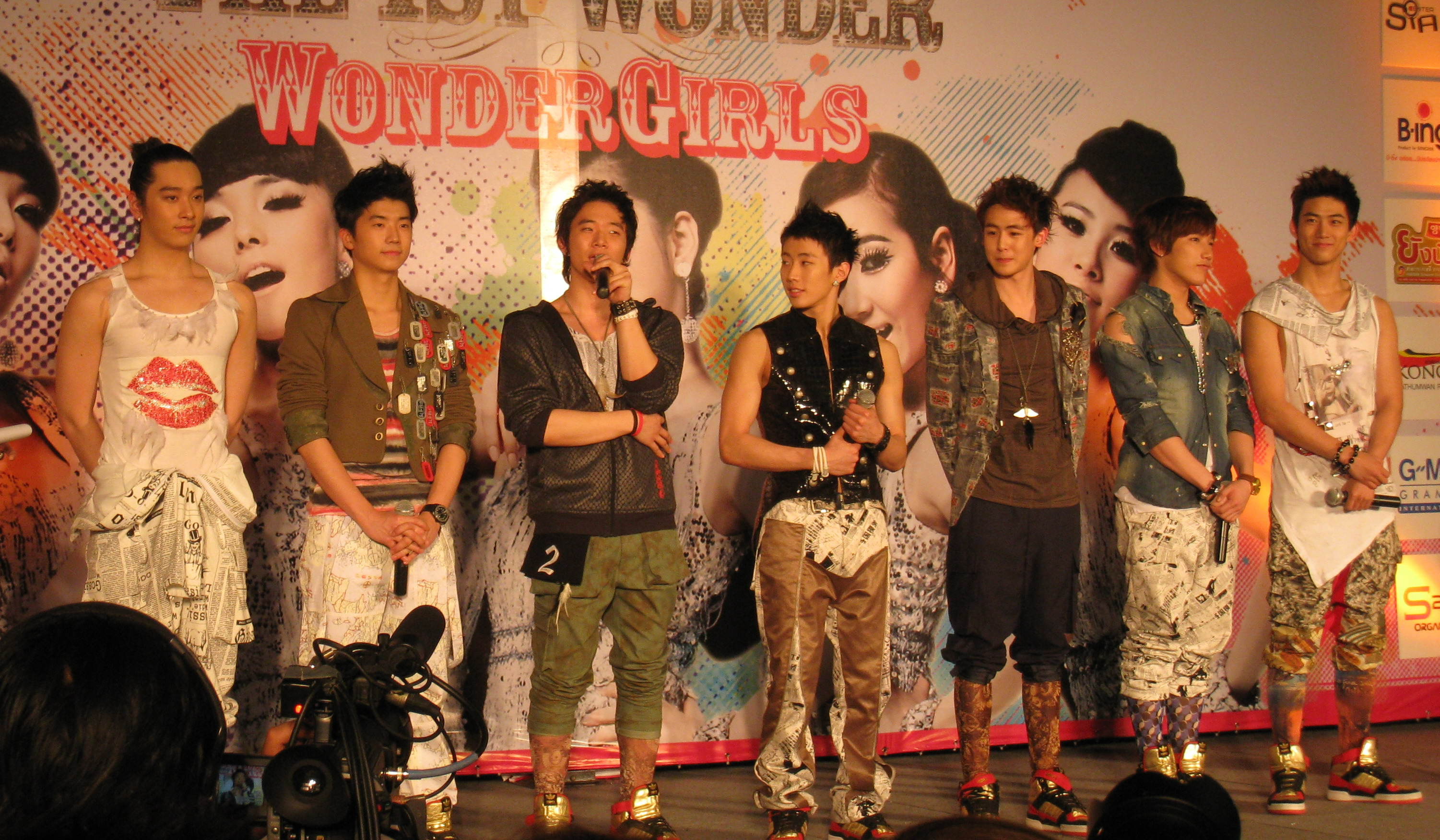
2PM trong một buổi họp báo tại The First Wonder Live của Wonder Girls ở Băng Cốc năm 2009

Ngày 16 tháng 4 năm 2009, nhóm phát hành mini-album thứ hai của mình "2:00PM Time For Change". Ngày 23 tháng 4 trên M Countdown!, 2PM đã trình diễn một đoạn nhảy giới thiệu "What Time Is It Now" sau đó trình diễn ca khúc mới, "Again & Again". Ngày 9 tháng 5 năm 2009, 2PM đã giành giải thưởng đầu tiên trong sự nghiệp với giải "Song Mutizen" trên M !Countdown. Cũng trong tuần đó, họ đã giành Mutizen thứ hai trên Inkigayo của đài SBS. Nhóm giành được giải Mutizen thứ ba trong tuần tiếp theo, hoàn thành bộ ba vương miện giải thưởng của Inkigayo. Nhóm cũng giành được giải của Music Bank. Ngày 11 tháng 6, 2PM tiếp tục quảng bá với "Niga Mipda" (니가 밉다 (I Hate You) trên M! Countdown. Ngày 2 và 3 tháng 7, trong khi ở Thái Lan để thực hiện một tour quảng cáo, 2PM đạt được vị trí đầu tiên trên bảng xếp hạng của M Countdown! và Music Bank cho các bài hát "Niga Mipda". Nhóm đã cảm ơn các fan của mình vì đã cổ vũ nhóm thông qua một video được thực hiện tại Thái Lan, được đăng trong tài khoản của họ trên YouTube chúc mừng chiến thắng của họ. 2PM đạt được ba giải thưởng cho bài hát trên M! Countdown vào ngày 16 tháng 7. Ngày 30 tháng 7, 2PM giành được giải thưởng "Only One Song" cũng trên M! Countdown.

#### Tranh cãi và việc Jaebeom rời nhóm
Vào ngày 4.9.2009, nhiều bài báo xuất hiện trên Internet liên quan đến bài viết của Jaebeom trên tài khoản Myspace về việc không thích sống tại Hàn Quốc vào năm 2005 khi anh vẫn còn là một học viên của JYP Entertainment. Những bài viết đó được tiết lộ bởi một cư dân mạng, người đã hack tài khoản Myspace của anh, bài viết bị đã được đưa ra khỏi ngữ cảnh và bị hiểu sai nghiêm trọng bởi các phương tiện truyền thông Hàn Quốc. Jaebeom đã xin lỗi về vụ việc này.  Nhiều người biểu tình giận dữ yêu cầu Jaebeom phải ra khỏi 2PM, giám đốc điều hành JYP Entertainment, Park Jinyeong, đã công bố vào ngày 7 tháng 9 rằng Jaebeom sẽ tiếp tục là một phần của nhóm. Tuy nhiên ngày hôm sau, Jaebeom thông báo trên fancafe chính thức của mình rằng anh sẽ rời khỏi nhóm và trở về Seattle, Mỹ, với kế hoạch sẽ quay trở lại đại học và cải thiện sự hiểu biết về âm nhạc, đồng thời cũng xin lỗi đến các thành viên khác của 2PM rằng anh chưa phải là một người lãnh đạo và anh trai tốt của nhóm. Park Jin Young đã xác nhận rằng ông sẽ tôn trọng quyết định của ca sĩ, và rằng 2PM sẽ tiếp tục với 6 thành viên còn lại. Vì vấn đề rời đi nhạy cảm của Jaebeom, 2PM rút lui vài tuần xuất hiện trên các show truyền hình.
2PM đã hoàn thành quay phim ca nhạc "Heartbeat", bài hát tiêu đề của full-album đầu tiên, mà không có Jaebeom vào ngày 31 tháng 10 năm 2009. Trong một cuộc họp báo, đại diện công ty quản lý đã tiết lộ rằng giọng hát của Jaebeom sẽ không bị gỡ bỏ khỏi các bài hát. Ngày hôm sau, album mới này được phát hành, trên một tập phim Golden Fishery của kênh Munhwa Broadcasting Corporation (MBC), Park Jinyoung tuyên bố rằng Jaebeom có thể quay về 2PM nếu anh ấy muốn trở lại dù cho sự trở lại của nam ca sĩ đã không xảy ra.

#### Cuối năm 2009: thành công với Album phòng thu đầu tiên
Vào ngày 30 tháng 10 năm 2009, một chiếc đồng hồ đã xuất hiện trên trang web chính thức của 2PM, đếm ngược từ 70:40. Trong khi cư dân mạng dự đoán rằng nó sẽ đạt đến số không lúc 04:30 chiều ngày 2 tháng 11, trong khi đồng hồ lại bị đóng băng khi nó đạt đến 2:00; tại thời điểm đó, "Tired of Waiting" được phát hành. Việc đếm ngược đã bắt đầu cho những bài hát được phát hành cùng với album ngày 3 tháng 11 lúc 12:00, khi đó đồng hồ một lần nữa dừng lại ở 2:00. Ca khúc thứ hai " I Was Crazy About You " xuất hiện vào ngày 5 tháng 11 cũng với cách tương tự, và đầy đủ các bài hát vào ngày hôm sau. Sau đó 6 thành viên lần lượt phát hành những đoạn phim giới thiệu lên YouTube.
Album đầy đủ mang tiêu đề "1:59" đã được phát hành vào ngày 10 tháng 11 năm 2009. Cả album và bài hát chủ đề, "Heartbeat", nhanh chóng vươn lên vị trí số 1 trên nhiều bảng xếp hạng âm nhạc. Nhóm đã trở lại với các hoạt động trình diễn, đánh dấu sự khởi đầu cho những kế hoạch quảng bá cho album trên M. Net với "O Good Concert" vào thứ năm, ngày 12 tháng 11 năm 2009, sau đó là Music Bank của kênh KBS, Music Core của MBC và Inkigayo trên kênh SBS.
Vào ngày 20 tháng 11 năm 2009, 2PM được vinh danh với hai giải thưởng của Mnet Asian Music Awards (trước đây gọi là M.net KM Music Festival): giải thưởng Nhóm nhạc nam xuất sắc nhất và Nghệ sĩ của năm (là một trong ba giải thưởng danh giá nhất, gọi là "Daesang", bao gồm Nghệ sĩ của năm, Bài hát của năm và Album của năm). Nhóm đã cảm ơn cựu thành viên Jaebeom trong bài phát biểu lúc nhận giải Nghệ sĩ của năm, và tỏ rõ sự tôn trọng anh trong màn biểu diễn ca khúc "Again & Again": ánh đèn sân khấu tập trung vào vị trí trống của Jaebeom trong đoạn nhảy và giọng hát của Jaebeom vẫn được giữ nguyên.
Ngày 26 tháng 11 năm 2009, sau hai tuần của các hoạt động quảng bá cho album "1:59PM", 2PM giành được vị trí thứ 1 đầu tiên của họ trong một chương trình âm nhạc Music Bank - "K-Chart" kể từ khi album được phát hành, với "Heartbeat". 
2PM kết thúc năm 2009 với single thứ hai trong album 2:00 PM, "Tired of Waiting". Bài hát được trình diễn trực tiếp lần đầu tiên tại SBS Music Festival vào ngày 29 tháng 12 năm 2009. Kế hoạch quảng bá cho album được kết thúc với buổi trình diễn trên Inkigayo SBS ngày 17 Tháng 1 Năm 2010.

### 2010:Don's Stop Can't Stopvà Concert đầu tiên,Still 2:00 PM

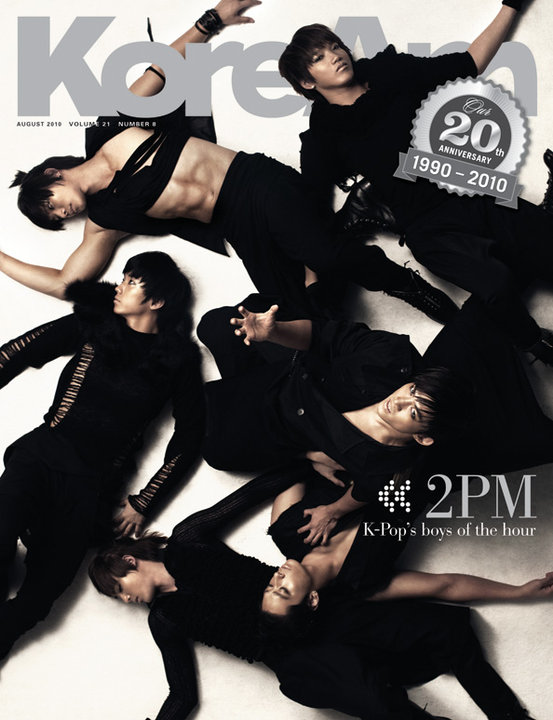
Trên trang bìa của KoreAm, tháng 8 năm 2010

Ngày 25 tháng 2 năm 2010, JYP Entertainment chính thức thông báo chấm dứt hợp đồng với Jaebeom và anh không thể trở lại làm thành viên của 2PM nữa vì ngoài vụ việc trên trang MySpace anh còn gây ra một vụ việc nghiêm trọng khác nữa mà JYP Entertainment không thể tiết lộ.
Giữa tháng 4 năm 2010, 2PM cho ra mắt hình ảnh mới cho album tiếp theo "Don's Stop Can't Stop". Album này chính thức ra mắt vào ngày 19 tháng 4 năm 2010 với 6 bài hát mới. Trong đó "Without U" được chọn là ca khúc chính thức để quảng bá cho album. 2PM đã hát ca khúc này trên các sân khấu ca nhạc. Ngoài ra 2PM còn biểu diễn cả ca khúc "Don's Stop Can't Stop". "Without U" đã đứng đầu trên sáu bảng xếp hạng khác nhau. Ca khúc cũng giúp 2PM thắng 2 giải thưởng của Music Bank, 2 giải thưởng của SBS Inkygayo, 3 giải thưởng tại M!Countdown. 2PM kết thúc quảng bá album vào ngày 30 tháng 5 năm 2010 trên sân khấu SBS Inkygayo. Lần kết thúc này sớm hơn dự định vì các thành viên trong 2PM có sức khỏe không tốt: thành viên Junsu bị chấn thương chân, Chansung bị viêm dạ dày, Wooyoung không thể hát được vì có khối u chèn dây thanh quản.
2PM cùng Wonder Girls sang Hoa Kỳ để biểu diễn tour âm nhạc của Wonder Girls vào mùa hè này.
Vào tháng 5 năm 2010, 2PM phát hành bài hát "What's Your Celebration?" cho FIFA World Cup 2010.
Vào ngày 31 tháng 7 và ngày 1 tháng 8 năm 2010, 2PM có concert đầu tiên của mình. Concert được tổ chức tại sân vận động Seoul Olympic Park, hai nhóm nhạc 2AM và miss A thuộc cùng công ty làm khách mời đặc biệt biểu diễn mở đầu cho concert của 2PM. Concert đã thành công lớn với số hơn 12000 người hâm mộ, không chỉ có các khán giả Hàn Quốc mà còn có các khán giả đến từ Nhật, Đài Loan, Trung Quốc và cả Thái Lan tham dự.Trong concert đầu tiên này 2PM đã lần lượt biểu diễn các ca khúc hit của họ từ 2008, thời điểm nhóm mới ra mắt. Concert khép lại với màn biểu diễn ca khúc mới Thank you như lời cảm ơn 2PM dành tới những người hâm mộ. SNSD, Chae Yeon, Tiger JK, và Yoon Mirae cũng tham dự concert này.
Vào ngày 11 tháng 10 năm 2010, 2PM tiếp tục ra mắt mini album mới "Still 2:00 PM" với ca khúc chủ đề "I'll be back" giữ vững ngôi vị quán quân 2 tuần liên tiếp tại Music Bank. Ngày 1 tháng 11 năm 2010, album "Still 2:00 PM" xếp thứ 13 trên bảng xếp hạng Billboard's World Album-Chart ở Mỹ.
2PM đã được trao giải thưởng "Most Popular Asian Singer" tại Mandarin Music Honors 2010, Trung Quốc. Nhóm đã tham dự sự kiện này vào ngày 18 tháng 10 tại Nhà thi đấu Ngũ Khỏa Tùng; nó là MMH lần thứ 10 hàng năm. Trước đây, Rain, Jang Nara và Shin Seung Hoon đã từng đưa về nhà giải thưởng "Year's Best Korean Singer", nhưng đây là lần đầu tiên một nghệ sĩ Hàn Quốc đã giành được giải thưởng "Most Popular Asian Singer". 2PM đã biểu diễn "Heartbeat" và "I'll Be Back"

### 2011: Ra mắt tại Nhật vàHands Up

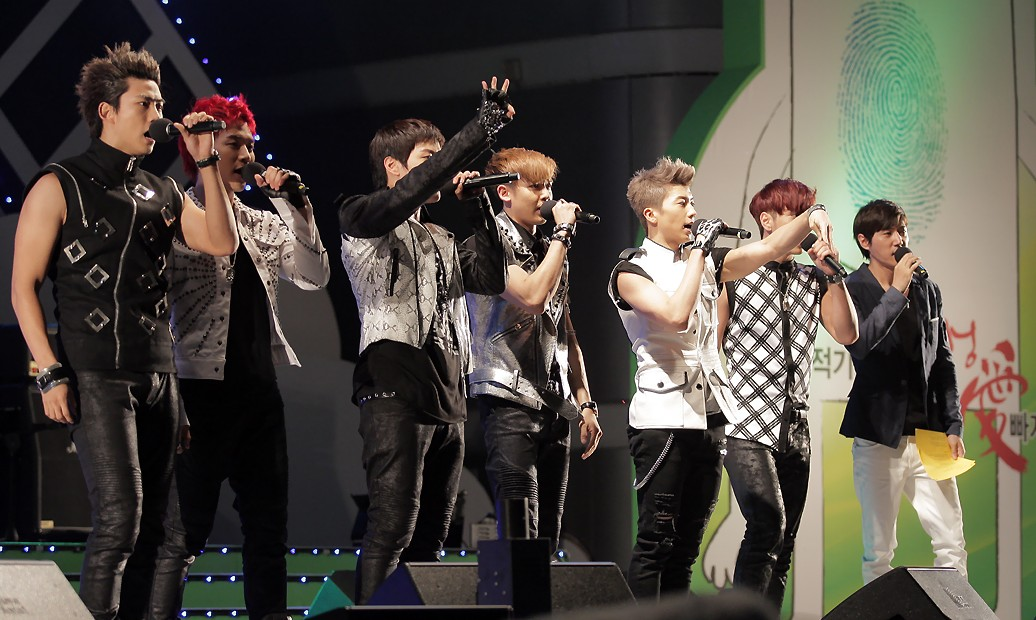
2PM vào tháng 7 năm 2011

Khởi đầu năm 2011 bằng dự án Dream High của Taecyeon và Wooyoung. Dream High đã mang lại khá nhiều thành công cho JYP Ent., Keyeast nói riêng và cho thị trường âm nhạc K-Pop nói chung.
Ngày 18/05/2011, 2PM đã debut ở Nhật với đĩa đơn "Take Off" được phát hành bởi Sony Japan. Gồm 2 bài hát là Take Off và Heartbeat (Japanese Version), trong đó Take Off được chọn làm bài hát chủ đề và quay MV. Ca khúc này đã đứng đầu ở nhiều bảng xếp hạng như: Tower Records, USEN J-POP Chart, Uta Net Mobile, Recochoku ở Nhật, và Channel V Asia Chart ở Thái Lan. "2PM 1st Japan Tour 2011" đã bắt đầu vào ngày 06/05 ở Sapporo và kết thúc vào ngày 13/05 ở Tokyo. 25.000 khán giả có mặt tại showcase "1st Contact in Japan" của 2PM diễn ra ở Tokyo đã đánh bật kỷ lục 22.000 người của show SNSD.
Ngày 20 tháng 6 năm 2011, full-album thứ 2 "Hands Up" đã được phát hành. Bài hát Hands Up với giai điệu rộn ràng, tươi vui đã được chọn làm bài hát chính. Lần này, 2PM đã thực sự rủ bỏ hình ảnh dã thú, mà trở thành những chàng trai đi trên những chiếc xế hộp sang trọng để dự tiệc ở một quán bar ở Singapore. Trong album này có "Give It To Me" được sáng tác bởi Junho, và "Hot" được sáng tác bởi Junsu, của 2 bài đều được sử dụng làm OST cho phim "Blind". Album Handsup đã all-kill tất cả các bảng xếp hạng. Chỉ trong vòng 1 tháng quảng bá, 6 chàng trai bắt đầu kế hoạch cho quảng bá tại Nhật và "Hands Up Asia Tour".
Tháng 7 năm 2011, "2PM Show" được lên sáng đài SBS's E!TV. Đây là lần đầu tiên 2PM có một chương trình của riêng mình. Mặc dù rất bận rộn với những chuyến bay giữ Nhật và Hàn, các chàng trai cũng luôn hết mình trong từng thước phim.
Ngày 01 tháng 8 năm 2011, 2PM đã tung Single thứ hai "I'm Your Man" tại Nhật. MV của "I'm Your Man" đã cho khán giả thấy sự đổi mới liên tục của 2PM. Lần này, bài nhảy được bố trí bằng cách di chuyển và sắp xếp được hình để thể hiện được sự mạnh mẽ của 2PM. 

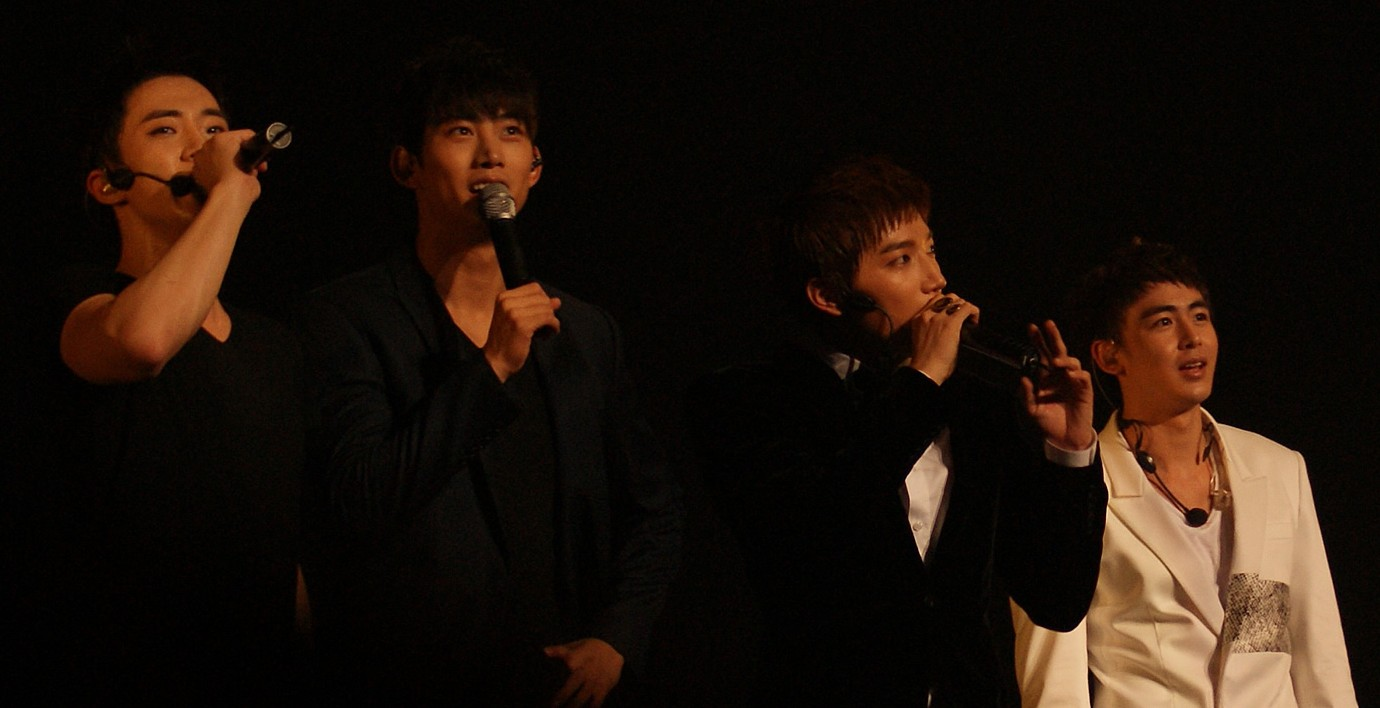
2PM tại "Hands Up Asia Tour" tại Seoul ngày 3 tháng 9 năm 2011

Ngày 07 tháng 10 năm 2011, Junsu đã phát hành single điện tử đầu tiên của mình "Alive".
Ngày 30 tháng 11 năm 2011, 2PM phát hành album phòng thu tiếng Nhật đầu tiên "Republic of 2PM". Trước đó vào ngày 02/11/2011, 2PM đã phát hành single thứ 3 ở Nhật "Ultra Lover", single này đã leo lên vị trí thứ 3 trên bảng xếp hạng Oricon. Trong "Republic of 2PM", bao gồm tất cả những single đã được phát hành trước đó, và một số bài hát mới, trong đó có ca khúc "Even When We're Apart" (離れていて, Hanarete Itemo) do Junsu sáng tác. Cuối 2011, 2PM là tân binh có số lượng đĩa bán chạy đứng thứ hai tại Nhật Bản theo bảng xếp hạng Oricon. Nghĩa là họ là nghệ sĩ Hàn Quốc có số lượng đĩa bán chạy đứng thứ nhất tại Nhật Bản. Họ còn đoạt giải "Nghệ sĩ mới của năm" tại Golden Disk Award lần thứ 26 tại Nhật.
Cũng trong năm 2011,thành viên của 2PM là Taecyeon và Chansung đã tham gia 2 dự án phim truyền hình ở Nhật. Taecyeon với Me and My Star for 99 Days, đóng cùng Kim Tae Hee. Chansung với Kaito Royale được rất nhiều sự khen ngợi từ giới chuyên môn. Nick Khun cũng đã nhận lời đóng một vai trong phiên bản điện ảnh của "Ouran High School Host Club", một bộ phim cũng được chuyển thể từ truyện tranh và bản live action rất thành công. Có thể nói năm 2011 là một năm khá thành công của 2PM. Trải qua bao sóng gió, họ đã từng bước trưởng thành hơn và tên tuổi của 2PM càng ngày càng vang xa hơn.

### 2012: Năm của những hoạt động solo
Khởi đầu năm 2012 với một vài điều không may mắn đến cho Junsu, đầu tiên anh bị chấn thương đầu gối và phải nằm viện. Tiếp đến là ba của anh qua đời. Theo chia sẻ trên twitter của anh thì nhờ gia đình và các thành viên 2PM anh mới vượt qua cú sốc tâm lý này.
Ngược lại với Junsu, năm 2012 được cho là năm của Junho. Với kỳ nghỉ đầu tiên trong vòng 4 năm kể từ ngày debut, anh đã tham gia chương trình "World Visson" để đến Ethiopia làm từ thiện. Hành động ngày của Junho đã làm mọi người rất cảm động. Sau đó, anh được tham gia chương trình "Music & Lyric" của đài MBC cùng với diễn viên Kim So Eun. Một hình ảnh Junho galang lịch lãm và chu đáo, khác với cậu bé lóc chóc thường ngày khi ở chung với 2PM. Ngày 25/04/2012, MV 不敗 (Bubai) Junho hợp tác cùng với ca sĩ Đài Loan Ngô Kiến Hào được phát hành. Và MV này lên tục giành được các thứ hạng cao trong các bảng xếp hạng.
Nickkhun trong năm nay cũng nhận được rất nhiều CF và đóng phim ở Thái. Vào ngày 30/03/2012, Khun được nhận giải thưởng "Kerd of the year" ở Thái, giải thưởng ngày dành cho những người có sức ảnh hưởng lớn nhất ở Thái. Khun cũng là đại sứ du lịch cho Thái Lan trong năm nay. 
Ngoài ra, Taecyeon cũng hợp tác với nhóm Blue Bears với MV "Wing". Album này là một phần của chiến dịch "Sharing" (chia sẻ) tại trường đại học Dankuk, các sinh viên ở đây "trao tặng" tài năng của họ để giúp đỡ những người có hoàn cảnh sống khó khăn. Trong album này có 2 track là "Wing" và "A Night Like This" đều do Taec viết rap.
Tháng 2/2012, KBS Music Bank được tổ chứ ở Paris. Ở đây, các quái thú đã cảm nhận được sự hâm mộ cuồng nhiệt của các fan châu Âu dành cho mình. Các fan ở đây cũng hy vọng sẽ được thấy 2PM tiến ra ngoài châu Á và một ngày không xa.
Ngày 14/03/2012, album Best Hit đầu tiên của 2PM được phát hành tại Nhật- "2PM Best in Korea 2008-2011". Gồm 15 track được các Hotest Hàn vote online. Được phát hành ở 3 phiên bản khác nhau: dạng DVD cùng với những bài hát từ concert "JYP Nation in Japan", "Alive" của Junsu, and "Move On" của Junho. Alive của Junsu và Give It To Me của Junho đều được đứng thứ nhất trong bảng xếp hạng Recochoku.
Vào ngày 10/03, 2PM đã tổ chức concert kết thúc Asian Tour ở Hong Kong. Điều này đánh dấu sự thành công của "Asian Tour Concert Hands Up". Concert bán gần 160,000 vé. Ở Hàn Quốc, họ bán được 7,000 vé và ở Nhật là 100,000 vé. Tổng số vé bán được ở Indonesia, Jakarta, Singapore, Thailand, Bangkok, Nam Kinh, và Hong Kong là 52,000.
Ngày 01/04/2012, 2PM đã tổ chức một buổi thứ 3 kể từ khi debut "The Hottest Party" ở Grand Peace Palace trong trường đại học Kyunghee. Có gần 4000 fans tham dự. 2PM đã làm parody cho phim "Mặt Trăng ôm Mặt Trời", làm cả hội trường nghiêng ngả vì những tràn cười. Trong buổi fan meeting này, Chansung đã cho thấy sự tiến bộ trong giọng hát của anh qua bài "Even When We're Apart" phiên bản tiếng Hàn.

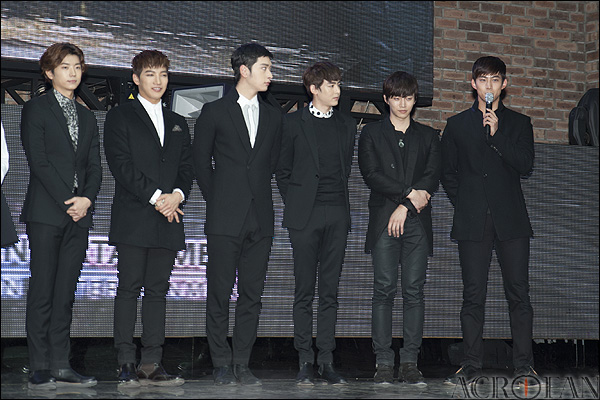
2PM tại Smile Gate tháng 11 năm 2013

Single tiếng Nhật mới của 2PM "Beautiful" được lên kế hoạch để phát hành vào ngày 06/06/2012, đã càn quét bảng xếp hạng đặt hàng trước. Single này là đĩa đơn tiếng Nhật thứ tư của 2PM,viết nhạc bởi JYP và phần lời của Natsumi Watanabe. Ngoài ra bài hát "Beautiful", là 1 bài hát dành cho couple và bài hát "Kimi Ga Ireba", được sáng tác bởi thành viên Junho của 2PM đã thu hút rất nhiều sự chú ý. Với việc phát hành sắp tới, 2PM sẽ bắt đầu các hoạt động quảng bá vào ngày 24/05 với sáu buổi biểu diễn tại Budokan ở Tokyo, Nhật Bản. Đĩa đơn mới sẽ được phát hành một tuần sau khi buổi concerts. sau đó là sự kiện "High Touch" vào ngày 16/06.
Ngày 30/06/2012, bộ phim tài liệu đầu tiên về 2PM và 2AM "Beyond the Oneday" cũng sẽ được ra rạp tại Nhật.
Cổng thông tin quảng Cáo TVCF gần đây đã thông báo BXH những người mẫu hot nhất và vị trí số 1 đã thuộc về 2PM; NichKhun thứ 2; TaecYeon thứ 3, WooYong thứ 5, JunHo thứ 6, ChanSung thứ 7 và JunSu thứ 9. 2PM đã cho thấy sức mạnh của mình, chứng minh rằng hiện nay 2PM là một trong những người mẫu quảng cáo được yêu thích nhất ở Hàn Quốc. JYP cho biết "Những hình ảnh khác nhau và các họạt động của 2PM đã nhận được nhiều sự chú ý của các công ty quảng cáo. Trên hết, mỗi thành viên đều có những sắc màu (tính cách) riêng vì vậy họ nhận được nhiều sự yêu thích". Cũng trong năm nay, 2PM và Miss A được chọn làm đại sứ du lịch cho Hàn Quốc
Về thành viên Wooyoung anh đã có album solo đầu tiên.Mang tên 23 Male Singel với 2 ca khúc 2NTE và SEXY LADY. Đó là một thành công trong 2012 của anh có được. Anh cũng đã có biểu tượng riêng của mình là JWY.

### 2013–2014:GrownvàGO CRAZY!
Sau hơn một năm, 2PM đã trở lại Hàn Quốc vào năm 2013 với album phòng thu thứ ba của họ, "Grown". Teaser cho MV ca khúc chủ đề "Comeback When You Hear This Song" được phát hành vào ngày 02 tháng 5 năm 2013 trên kênh YouTube chính thức của 2PM. MV chính thức được phát hành vào ngày 06 tháng 5 năm 2013 cùng với 10 ca khúc trong album. Album này có 2 ca khúc chủ đề, ca khúc chủ đề thứ 2 là "A.D.T.O.Y." được phát hành vào ngày 11 tháng 5 năm 2013.Hehehe
Là một phần của các hoạt động quảng bá album, từ ngày 2 tháng năm đến ngày 31 tháng 7 năm 2013, nhóm đã tham dự triển lãm 2PM G+Star Zone, tại trạm Apgujeongrodeo. Nó là một phần của dự án G+Dream của Văn phòng Gangnam-gu dành cho thanh niên gặp khó khăn.
Nhóm xuất hiện trên M!Countdown của Mnet để quảng bá album vào ngày 16 tháng 5, họ đã biểu diễn "A.D.T.O.Y." và "Comeback When You Hear This Song", cùng với Shinhwa và Seo In-young.
Năm 2014, trong quá trình quay MV cho sự trở lại sắp tới của nhóm, một đám cháy xảy ra trên trường quay, chính quyền đã phát biểu sau khi đám chay được xử lý rằng đám cháy tương đối nhỏ và đã được kiểm soát vào thời điểm đội cứu hỏa đến, và dường như nó bắt đầu bùng cháy khi một số pháo hoa đã được sử dụng trong video âm nhạc đã được đặt trên một miếng bọt biển. Tất cả các thành viên và nhân viên có mặt tại thời điểm đó đã được xác nhận là không hề hấn gì. Lần trở lại được chờ đợi trong thời gian vào tháng 4 đó đã bị hoãn lại bởi JYP Entertainment và 2PM do các hoạt động cá nhân của họ, vào đầu tháng sáu với một khả năng rằng họ sẽ trở lại sớm nhất vào tháng 7  hoặc trễ vào cuối năm nay. Đại diện của JYP Entertainment đã nói với Newsen vào ngày 14, "Sự trở lại của 2PM đang bị trì hoãn trong thời gian này. Nó sẽ là sau nửa năm nay nhưng ngày chính xác vẫn chưa được quyết định."
Ngày 31 tháng 8, 2PM phát hành teaser ảnh cho album trở lại của họ GO CRAZY! và tiết lộ rằng sự trở lại lần này sẽ được phát hành vào ngày 10 tháng 9. Sau đó, họ phát hành teaser cá nhân vào ngày 02 tháng 9 trước khi phát hành bài hát chính thức. Vào ngày 10 tháng 9, nhóm phát hành MV chính thức của họ cho các ca khúc dance "GO CRAZY!" trên kênh YouTube chính thức của JYP Entertainment và thu hút hơn 1 triệu lượt xem trong 24 giờ đầu tiên. Họ đã comeback trên M! Countdown vào ngày tiếp theo.

### 2015-hiện tại: No. 5, Gentlemen's Game và Hiatus
Album phòng thu thứ năm của 2PM, No.5, được phát hành vào ngày 15 tháng 6 năm 2015. Chín trong số mười hai bài hát trong album được viết bởi các thành viên, với bài hát chủ đề "My House" được viết bởi Jun. K. Vào ngày 3 tháng 9 năm 2016, Junho đã đăng tải lịch trình của nhóm trong tuần tới trên trang cá nhân Instagram của anh gợi ý về sự trở lại. Vào ngày 4 tháng 9, nhóm đã tổ chức lễ kỷ niệm tám năm của họ cùng nhau. Cùng ngày, 2PM bắt đầu trêu chọc bằng cách đăng ảnh cá nhân của từng thành viên lên mạng xã hội. Album phòng thu thứ sáu của họ được phát hành vào ngày 13 tháng 9, có tựa đề Gentlemen's Game cùng với đĩa đơn mới "Promise (will Be)".Gentlemen's Game là album cuối cùng của họ trước khi họ bắt đầu nhập ngũ.
Vào ngày 31 tháng 1 năm 2018, năm trong số sáu thành viên của 2PM đã ký hợp đồng gia hạn với JYP Entertainment với việc đổi mới của Taecyeon sẽ được thảo luận sau khi anh phục vụ nghĩa vụ quân sự, và họ được bổ nhiệm làm giám đốc đối ngoại vì họ là nhóm cao cấp nhất trong JYP Entertainment vào ngày hôm sau.
Vào ngày 8 tháng 5 năm 2018, Jun K. cũng đã vào quân đội. Và, vào ngày 9 tháng 7 năm 2018, Wooyoung là thành viên thứ ba lên đường nhập ngũ cho nghĩa vụ quân sự bắt buộc.
Vào ngày 25 tháng 7 năm 2018, Taecyeon quyết định không ký lại với JYP Entertainment, thay vào đó ký hợp đồng với 51K. Tuy nhiên, anh sẽ tiếp tục quảng bá với 2PM.

## Các hoạt động khác

### Chủ trì chương trình truyền hình
Trong tháng 12 năm 2008, 2PM bắt đầu dẫn chương trình "Idol Show" (아이돌군단의 떴다!그녀) mùa thứ ba của kênh MBC. Các tập bắt đầu lên sóng từ ngày 4 tháng 12 năm 2008 tới ngày 26 Tháng Ba 2009. Qua các tập, 2PM đã thể hiện rất nhiều tài năng như hát, nhảy breakdance, rap, cũng như khiếu hài hước của mình. Từng thành viên đều bộc lộ được bản thân mình cho người xem.
Nhóm cũng đóng vai chính trong chương trình thực tế trên kênh Mnet, với tên gọi "Wild Bunny", trong đó các thành viên tập luyện việc thoát khỏi những áp lực của các ngôi sao bằng cách thực hiện 10 hoạt động cấm đối với các thần tượng. Chương trình kéo dài từ ngày 21 tháng 7 năm 2009 tới ngày 01 Tháng 9 năm 2009, với bảy tập phim được phát sóng.
Ngoài ra, Taecyeon và Wooyoung đã từng là chủ trì chương trình âm nhạc hàng tuần Inkigayo trên kênh SBS, trong khi Jaebeom và Chansung cũng thường xuyên xuất hiện trong show "Introducing Star Friends". Nichkhun cũng xuất hiện trong show này với tư cách khách mời trong 1 tập. Nichkhun, JaeBeom và Wooyoung cũng là khách mời thường xuyên trên show truyền hình thức tế "Star King" của kênh SBS giữa tháng 4 và tháng 10 năm 2009, với sự tham gia thỉnh thoảng của các thành viên khác.
Sau khi kết thúc quảng bá album vào ngày 17 tháng 1 năm 2010, Wooyoung chính thức là người dẫn chương trình phụ cho talk show WinWin của đài KBS cùng Taeyeon của SNSD. Taecyeon là thành viên chính của show truyền hình thực tế "Family Outing Season 2" cùng Yoona của SNSD và Jo Kwon của 2AM. Junho là thành viên của show "Let's Go Dream Team Season 2" cùng Minho của SHINee. Chansung, Nichkhun, Junho cùng nhay là dẫn chương trình phụ cho show ca nhạc M Countdown! cùng với Jo Kwon, Jinwoon của 2AM, Min Hyuk của C.N. Blue và Lee Joon, G.O của MBLAQ.

### Đại diện thương hiệu
Trong tháng 3 năm 2009, 2PM đã được chọn làm người mẫu cho EXR, một công ty thời trang tại Hàn Quốc. Vào tháng 7 năm 2009. Các thành viên của 2PM là người đại diện cho các nghệ sĩ nước ngoài trong chiến dịch du lịch do chính phủ Thái Lan khởi xướng, I Love Thailand. Nichkhun cũng được chọn bởi cục Du lịch Thái Lan (TAT) như là gương mặt đại diện của chiến dịch mới nhất, "Come to Thailand; Let's Take a Break!".
Tháng 8 năm 2009, 2PM phối hợp với Body Shop trong 'Soft Hands, Kind Heart', một chiến dịch trên toàn thế giới kêu gọi người dân bảo vệ trẻ em và thanh thiếu niên chống lại nạn buôn bán tình dục. Các thành viên hoạt động như những phát ngôn viên của Hàn Quốc cho chiến dịch này.
Vào cuối tháng 10 năm 2009, một bộ phim thương mại (CF) của 2PM quảng cáo cho Hanami (một công ty sản xuất thức ăn nhanh của Thái Lan) đã được phát hành, bao gồm cả Jaebeom do bộ phim được quay trước khi Jeabeom ra đi vào tháng 9. Tháng 11 năm 2009 đã cho thấy nhiều hợp đồng quảng cáo mới của nhóm, đầu tiên là chiến dịch quảng cáo cho bánh ngọt Real Brownie của hãng Market O. Ngay sau đó, 2PM quảng cáo cho điện thoại Corby của Samsung, một trong những thiết bị di động phổ biến mới nhất trong dòng sản phẩm Anycall của hãng này. Nhóm cũng bắt tay với công ty Paris-Croissant Food để quảng cáo cho hiệu bánh Paris Baguette Bakery, bằng cách thu âm một ca khúc Giáng sinh đặc biệt với nữ diễn viên Hàn Quốc Kim Tae Hee..
Vào tháng 1 năm 2010, 2PM đã ký hợp đồng với Coca-Cola và công ty thời trang SPRIS (còn gọi là PONY). Ngoài ra, Nichkhun và Taecyeon sẽ quảng cáo cho Cass Beer. Nichkhun sẽ tiếp tục quảng cáo cho hãng xe gắn máy Suzuki Jelato tại Thái Lan.

### Các hoạt động ở nước ngoài

#### Thái Lan
2PM thực hiện hoạt động đầu tiên ở nước ngoài tại Thái Lan vào cuối tháng 2 năm 2009 tại Nine Entertain Awards. Ngày 25 tháng 6, họ phát hành album "Thailand Special Edition", và bắt đầu chương trình phát triển tại Thái Lan ngay sau đó: biểu diễn tại Pop Music Awards ở Pattaya.

#### Trung Quốc
Lần đầu tiên, 2PM tiến vào thị trường Trung Quốc ngày 25 tháng 11 năm 2009 với kế hoạch gặp gỡ người hâm mộ Trung Quốc thông qua việc giới thiệu showcase Hanryu 2009 (Liên hoan Âm nhạc Hàn Quốc-Trung Quốc, được tổ chức tại Thượng Hải, Trung Quốc). 2PM kế hoạch thâm nhập vào thị trường này thông qua các chương trình phát triển và phát hành album đầu tiên của họ tại đây.

## Thành viên

### Hiện tại

#### Jun. K(민준)
- Tên hiện tại: Kim Min - jun
- Tên khai sinh: Kim Min-jun (Hangul: 김민준/Hán tự: 金埈秀/Hán Việt: Kim Minh Tuấn)
- Nghệ danh solo: Jun. K - Junsu (cũ)
- Ngày sinh:15/1/1988
- Sinh ra tại Daegu, Hàn Quốc. Kim Jun Su ban đầu đến thử giọng cho công ty YG Entertainment, nơi anh kết bạn với G-Dragon và Taeyang của nhóm Big Bang. Anh được chấp nhận vào cả hai công ty YG & JYP Entertainment, nhưng Kim Jun Su đã chọn công ty JYP làm quyết định cuối cùng của mình. Anh được biết đến với giọng hát rất hay và đặc biệt. Sở trường của anh là các ca khúc Rhythm và blue (R&B).
- Vị trí: anh cả, hát chính, nhảy phụ

#### Nichkhun(닉쿤)
- Tên đầy đủ: Nichkhun Buck Horvejkul (Tiếng Thái: นิชคุณ หรเวชกุล)
- Ngày sinh: 24/6/1988
- Khả năng: Đánh đàn Piano,Guitar
- Ngoại ngữ: Nói được 4 thứ tiếng: Hàn, Thái, Anh và Nhật và một chút Tiếng Trung
- Một công dân Mỹ gốc Thái, sinh ra tại Rancho Cucamonga, California. Anh đã trải qua thời thơ ấu ở Thái Lan và California, học tập tại Mỹ. Nichkhun trở lại trường trung học của Los Angeles và được tìm ra bởi một người tìm kiếm tài năng của JYP tại Hollywood, California trong khi đang tham dự Liên hoan Âm nhạc Hàn Quốc tại Los Angeles. Anh cùng trưởng nhóm Victoria của nhóm F(x) đã từng đóng làm 1 cặp vợ chồng cho chương trình thực tế We Got Married của đài MBC, cặp đôi đã giành được rất nhiều sự yêu mến từ phía khán giả.
- Vị trí: hát dẫn, nhảy dẫn, visual.

#### Taecyeon(택연)
- Tên đầy đủ: Ok Taec-yeon(Hangul:옥택연) (Hán tự: 玉澤演/Hán Việt: Ngọc Trạch Diễn)
- Ngày sinh: 27/12/1988
- Anh sinh ra tại Busan, Hàn Quốc nhưng đã chuyển đến Bedford, Boston, Massachusetts, Mỹ khoảng 6  năm. Taecyeon ban đầu thử giọng cho JYP Entertainment ở thành phố New York, Mỹ và đã được chọn. Taecyeon cũng tham gia các buổi thử giọng như Junho và Chansung trong cuộc thi Superstar Survival, và là thí sinh đầu tiên lọt vào vòng trong. Anh từng góp mặt trong ca khúc "Yes I'm In Love" của Bada trong album thứ tư của cô ấy và bài hát của Baek Jiyoung năm 2009, "My Ear's Candy". Taecyeon từng là người dẫn chương trình cho chương trình âm nhạc Inkigayo trên kênh SBS với Wooyoung và cựu thành viên Sulli của nhóm F(x). Ngoài ra Taecyeon là thành viên của chương trình truyền hình thực tế "Family Outing 2" cùng với Jo Kwon của nhóm 2AM và Lim Yoon Ah của SNSD. Ngoài ra anh đã tham gia đóng 1 vai phụ trong phim Cinderella's Sister của đài KBS cùng Moon Geun Young. Năm 2010,anh và Wooyoung còn tham gia vào bộ phim Dream High hợp tác với Eun Jung (T-ARA), IU, Suzy (cựu thành viên Miss A),... Taecyeon anh đã từng là nhóm trưởng một thời gian nhưng vì cả nhóm, anh tuyên bố rằng không có ai là nhóm trưởng ngoài Jaebum
- Vị trí: hát phụ, rap chính,gương mặt đại diện.

#### Wooyoung(우영)
- Tên đầy đủ: Jang Woo-young (Hangul: 장우영/Hán tự: 張祐榮/Hán Việt: Trương Hữa Vinh)
- Ngày sinh: 30/4/1989
- Jang Wooyoung đến từ Busan, Hàn Quốc. Anh đã được chọn là một học viên của JYP thông qua buổi thử giọng của MGoon, trong đó anh giành được vị trí đầu trên 5.000 thí sinh khác. Trước khi xuất hiện với 2PM, Wooyoung đã tham gia nhảy cặp với Yoobin (cựu thành viên Wonder Girls) thay cho TOP của nhóm Big Bang khi anh ấy bị ngất một ngày trước buổi biểu diễn đặc biệt với Wonder Girls trong MBC Music Awards năm 2007. Jang Wooyoung từng là người dẫn chương trình cho chương trình âm nhạc Inkigayo của đài SBS cùng với Taecyeon và cựu thành viên Sulli của nhóm F(x). Ngoài ra Jang Wooyoung còn dẫn chương trình talk show "Win Win" của đài KBS cùng với Taeyeon của nhóm SNSD. Wooyoung từng đóng bộ phim "Dream High 1" hồi năm 2011 cùng với bạn diễn IU.
- Vị trí: hát dẫn, nhảy chính

#### Junho(준호)
- Tên đầy đủ: Lee Jun-ho (Hangul: 이준호/Hán tự: 李俊昊/Hán Việt: Lý Tuấn Hạo)
- Ngày sinh: 25/1/1990
- Junho sinh ra tại Ilsan, Hàn Quốc. Anh đã ký được một bản hợp đồng với JYP Entertainment sau khi chiến thắng trong cuộc thi Superstar Survival của JYP năm 2006 với vị trí thứ nhất trên hơn 6000 ứng cử viên khác. Anh được biết đến với giọng ca khỏe và hay, kĩ năng vũ đạo rất giỏi.
- Junho từng là thành viên của chương trình truyền hình thể thao "Let's Go Dream Team Season 2" của đài KBS cùng với Minho của nhóm SHINee, Eunhyuk của nhóm Super Junior.
- Anh có tham gia phim điện ảnh "Twenty", phim nói về những cậu bạn ở độ tuổi 20 cùng với Kim Woo Bin và Kang Ha Neul, nhận được khá nhiều hồi âm tốt về diễn xuất.
- Anh cũng đã thử sức với mảng phim truyền hình qua drama "Memory", "Chief Kim", "Rain or Shine", "Wok of Love", "Confession", gần đây nhất là "The Red Sleeve".
- Vị trí: hát chính, nhảy chính

#### Chansung(찬성)
- Tên đầy đủ: Hwang Chan-seong (Hangul: 황찬성/ Hán tự: 黃燦盛/ Hán Việt: Hoàng Xán Thịnh)
- Ngày sinh: 11/2/1990
- Hwang Chansung đã từng đóng trong bộ phim Unstoppable High Kick trước khi xuất hiện với 2PM, bộ phim này được chiếu trên truyền hình ở Việt Nam với tên gọi khác là Gia đình là số 1. Trong phim anh đóng làm 1 nhận vật là 1 cậu học sinh cùng tên có tính cách ngỗ ngược nhưng rất vui tính và tốt bụng. Hwang Chansung cũng tham gia vào kỳ thi Superstar Survival như Junho nhưng bị loại. Anh đã thử lần thứ hai và được chấp nhận vào công ty.
- Vị trí: maknae, hát phụ, rap phụ, nhảy dẫn

### Thành viên cũ

#### Jay Park/ Jaebeom (재범)
- Tên đầy đủ: Park Jae-beom (Hangul:박재범/ chữ Hán: 朴宰範/ Hán Việt: Phác Tể Phạm)
- Tên tiếng Anh: Jay Park
- Ngày sinh: 25 tháng 4, 1987 (37 tuổi)
- Jaebeom sinh ra và lớn lên ở Seattle, Washington. Ban đầu gia nhập JYP Entertainment với vai trò một người nhảy rap và một người nhảy breakdance, anh được đào tạo trong bốn năm để cải thiện giọng hát và tiếng Triều Tiên. Lúc đầu, mẹ của Jaebeom, người đã cho phép anh không tham gia học đại học như lời Jaebeom mong muốn, và Bak Jin-yeong (giám đốc JYP) theo dõi anh ấy hát và đưa anh đến Hàn Quốc. Do một vụ việc gây tranh cãi trên trang MySpace của mình, anh đã tạm rời nhóm vào ngày 8 tháng 9 năm 2009. Nhưng đến ngày 25 tháng 2 năm 2010, JYP Entertainment chính thức thông báo chấm dứt hợp đồng với Jaebeom và anh không thể trở lại làm thành viên của 2PM nữa vì ngoài vụ việc trên trang MySpace anh còn gây ra một vụ việc nghiêm trọng khác nữa mà JYP Entertainment không thể tiết lộ.

## Danh sách đĩa nhạc
| Album phòng thu Hàn - 01:59PM (2009) - Hands Up (2011) - Grown (2013) - Go Crazy! (2014) - No.5 (2015) - Gentlemen's Game (2016) | - Must (2021) Album phòng thu Nhật - Republic of 2PM (2011) - Legend of 2PM (2013) - Genesis of 2PM (2014) - 2PM of 2PM (2015) - Galaxy of 2PM (2016) |

## Chuyến lưu diễn và buổi hòa nhạc
| Năm                             | Tên chuyển lưu diễn                         | Ngày                                            | Ngày                                 | Sỗ buổi hòa nhạc | Ngày lưu diễn | Trình tự bài hát |
| Năm                             | Tên chuyển lưu diễn                         | Bắt đầu                                         | Kết thúc                             | Sỗ buổi hòa nhạc | Ngày lưu diễn | Trình tự bài hát |
| ------------------------------- | ------------------------------------------- | ----------------------------------------------- | ------------------------------------ | --- | --- | --- |
| 2010                            | Concert đầu tiên: Don't Stop Can't Stop     | 31 tháng 7 (Seoul Olympic Park Arena)           | 5 tháng 9 (Jamsil Indoor Stadium)    | 6 | Vị trí 1. 31 July (Seoul Olympic Park Arena) Seoul 2. 1 August (Seoul Olympic Park Arena) Seoul 3. 7 August (Busan Bexco) Busan 4. 8 August (Busan Bexco) Busan 5. 4 September (Jamsil Indoor Stadium) Seoul 6. 5 September (Jamsil Indoor Stadium) Seoul | Track listing 1. Concert Intro 2. What time is it now? 3. Don't Stop Can't Stop 4. Tired of waiting 5. Without U (Explorer Mix) 6. Only you 7. Angel 8. Fly to Seoul"Boom Boom Boom" // Open Happiness 9. Crazy 4S // My Color&Tik Tok 10. Sunday Morning&Sexy Back (Taec&Khun) // 3 Bears + More Than Words (Khun) 11. Lovestoned // Take you down (Chansung) 12. Cinderella Sister Parody Video 13. Orange Caramel's Magic Girl (Woo, Chan & Taec // Junho, Minjun & Khun) 14. Trot Medley (Junho, Minjun & Khun // Woo, Chan & Taec) 15. CLON's Kungtari Shabara 16. Changing Room Video 17. Member's dance bridge songs 18. I hate you 19. I was crazy about you 20. Again&again (R&B mix) + Dance Flips // You Might Comeback 21. 10 out of 10 (10/10) 22. Empire State of Mind (Remix)(DJ) (Minjun) 23. Nice & Slow // Caught Up (Junho) 24. Wooyoung Solo Dance (2 versions) 25. Etude of Memory (Taecyeon) 26. I will give you my life 27. Gimme the light 28. Heartbeat 29. Again&again 30. Thank you 31. I hate you (Lounge mix) 32. Again&again (Remix) |
| 2011                            | First Japan Tour: Take Off                  | 6 tháng 5 (Zepp Sapporo)                        | 13 tháng 5 (Zepp Tokyo)              | 6 | Vị trí 1. 6 May (Zepp Sapporo) Sapporo 2. 8 May (Zepp Fukuoka) Fukuoka 3. 9 May (Zepp Osaka) Osaka 4. 10 May (Zepp Nagoya) Nagoya 5. 12 May (Makuhari Messe) Chiba 6. 13 May (Zepp Tokyo) Tokyo | Track listing 1. What time is it now? 2. Don't Stop Can't Stop 3. I Hate You 4. Without U 5. I can't 6. Only You (acoustic and Winter Special remix) 7. Tired of Waiting 8. Utada Hikaru's First Love (Nichkhun) 9. USHER's Nice n Slow (Junho) 10. Far*east Movement's Like a G6 (Wooyoung) 11. Take Off 12. I'll Be Back 13. 10 out of 10 14. Jay-z & Alicia Keys's Empire State of Mind (Minjun) 15. Rain's Love Song (Chansung) 16. Greeeen's Miracle (Taecyeon) 17. I will give you my life 18. Gimme the Light 19. Again&again 20. Heartbeat 21. Thank you 22. Again&again (Remix) 23. I hate you (Lounge mix) |
| 2011                            | Japan Arena Tour: REPUBLIC OF 2PM           | 5 tháng 12 (Osaka-jo Hall)                      | 21 tháng 12 (Nippon Budoukan)        | 8 (+ 1 pre-show) | Vị trí 1. 3 December (Mie Prefectural Sun Arena) Mie 2. 5 December (Osaka-jo Hall) Osaka 3. 6 December (Osaka-jo Hall) Osaka 4. 8 December (Nagoya Gaishi Hall) Aichi 5. 14 December (Saitama Super Arena) Saitama 6. 17 December (Marine Messe Fukuoka) Fukuoka 7. 18 December (Marine Messe Fukuoka) Fukuoka 8. 20 December (Nippon Budokan) Tokyo 9. 21 December (Nippon Budokan) Tokyo | |
| 2011                            | Concert thứ 2: HANDS UP ASIA TOUR           | 2 tháng 9 (Jamsil Indoor Stadium)               | 10 tháng 3 (Asian Expo Arena)        | 10 | Vị trí 1. 2 September (Jamsil Indoor Stadium) Seoul, Korea 2. 3 September (Jamsil Indoor Stadium) Seoul, Korea 3. 7 October (Taida Gym) Taipei, (Taiwan) 4. 8 October (Taida Gym) Taipei, (Taiwan) 5. 11 November (JITEC Mangga Dua Square) Jakarta, (Indonesia) 6. 19 November (Singapore Indoor Stadium) Kallang, (Singapore) 7. 25 November (Stadium Negara) Kuala Lumpur, (Malaysia) 8. 18 February (Impact Arena) Bangkok, (Thailand) 9. 25 February (Nanjing Olympic Sports Center) Nanjing, (China) 10. 10 March (Asian Expo Arena) Hong Kong                                                                                              | Track listing 1. HOT 2. Electricity 3. Hands Up 4. I was Crazy About You & Tired of Waiting (Remix) 5. Move On (JunHo & WooYoung) 6. I Can't 7. Give it to me 8. Dance2Night 9. My Valentine (Nichkhun & Taecyeon) 10. Revenger (Chansung) 11. I'll be back 12. Hyun Moo Jung 13. Back2u 14. Alive (Minjun) 15. Without You 16. Only You 17. 10 out of 10 18. Again and Again 19. I'm Your Man 20. Don't Stop Can't Stop 21. Heartbeat 22. Thank You 23. 10 out of 10 (Remix) 24. Hands Up (Remix) |
| 2012                            | Concert thứ 2: HANDS UP ASIA TOUR           | 2 tháng 9 (Jamsil Indoor Stadium)               | 10 tháng 3 (Asian Expo Arena)        | 10 | Vị trí 1. 2 September (Jamsil Indoor Stadium) Seoul, Korea 2. 3 September (Jamsil Indoor Stadium) Seoul, Korea 3. 7 October (Taida Gym) Taipei, (Taiwan) 4. 8 October (Taida Gym) Taipei, (Taiwan) 5. 11 November (JITEC Mangga Dua Square) Jakarta, (Indonesia) 6. 19 November (Singapore Indoor Stadium) Kallang, (Singapore) 7. 25 November (Stadium Negara) Kuala Lumpur, (Malaysia) 8. 18 February (Impact Arena) Bangkok, (Thailand) 9. 25 February (Nanjing Olympic Sports Center) Nanjing, (China) 10. 10 March (Asian Expo Arena) Hong Kong                                                                                              | Track listing 1. HOT 2. Electricity 3. Hands Up 4. I was Crazy About You & Tired of Waiting (Remix) 5. Move On (JunHo & WooYoung) 6. I Can't 7. Give it to me 8. Dance2Night 9. My Valentine (Nichkhun & Taecyeon) 10. Revenger (Chansung) 11. I'll be back 12. Hyun Moo Jung 13. Back2u 14. Alive (Minjun) 15. Without You 16. Only You 17. 10 out of 10 18. Again and Again 19. I'm Your Man 20. Don't Stop Can't Stop 21. Heartbeat 22. Thank You 23. 10 out of 10 (Remix) 24. Hands Up (Remix) |
| Six Beautiful Days              | 24 tháng 5 (Nippon Budoukan)                | 6 tháng 6 (Yokohama Arena)                      | 8                                    | Vị trí 1. 24 May (Nippon Budoukan) Tokyo 2. 25 May (Nippon Budoukan) 3. 28 May (Nippon Budoukan) 4. 29 May (Nippon Budoukan) 5. 30 May (Nippon Budoukan) 6. 31 May (Nippon Budoukan) 7. 5 June (Yokohama Arena) 8. 6 June (Yokohama Arena) | | |
| "What Time Is It?" - Asia Tour  | 17 tháng 11 (Shanghai Mercedez Benz Arena)  | 22 tháng 6 (Jamsil Indoor Stadium)              | 9                                    | Vị trí 1. 17 November (Mercedez Benz Arena) Shanghai 2. 8 December (Mata Elang International Stadium) Jakarta 3. 15 December (Nangang Exhibition Hall) Taipei 4. 22 December (Venetian Cotai Arena) Macau 5. 2 March (Mall of Asia Arena) Manila 6. 30 March (Guangzhou Gymnasium) Guangzhou 7. 8 April (Impact Arena) Bangkok 8. 21 June (Jamsil Indoor Stadium) Seoul 9. 22 June (Jamsil Indoor Stadium) Seoul | | |
| "What Time Is It?" - Asia Tour  | 17 tháng 11 (Shanghai Mercedez Benz Arena)  | 22 tháng 6 (Jamsil Indoor Stadium)              | 9                                    | Vị trí 1. 17 November (Mercedez Benz Arena) Shanghai 2. 8 December (Mata Elang International Stadium) Jakarta 3. 15 December (Nangang Exhibition Hall) Taipei 4. 22 December (Venetian Cotai Arena) Macau 5. 2 March (Mall of Asia Arena) Manila 6. 30 March (Guangzhou Gymnasium) Guangzhou 7. 8 April (Impact Arena) Bangkok 8. 21 June (Jamsil Indoor Stadium) Seoul 9. 22 June (Jamsil Indoor Stadium) Seoul | 2013 | |
| Japan Arena Tour: LEGEND OF 2PM | 11 tháng 1 (Marine Messe Fukuoka)           | 24 tháng 2 (Sapporo Kitaeru)                    | 13                                   | Vị trí 1. 11–12 January (Marine Messe Fukuoka) Fukuoka 2. 24–25 January (Nippon Gaishi Hall) Nagoya 3. 28–30 January (Osaka-Jo Hall) Osaka 4. 13–14 February (Budokan) Tokyo 5. 19–20 February (Yoyogi National Stadium First Gymnasium) Tokyo 6. 23–24 February (Sapporo Kitaeru) Hokkaido | | |
| Legend Of 2PM in Tokyo Dome     | 20 tháng 4 (Tokyo Dome)                     | 21 tháng 4 (Tokyo Dome)                         | 2                                    | Vị trí 1. 20 April (Tokyo Dome) Tokyo 2. 21 April (Tokyo Dome) Tokyo | | |
| 2014                            | Japan Arena Tour: GENESIS OF 2PM            | 27 tháng 1 (Nippon Gaishi Hall)                 | 26 tháng 3 (Yoyogi National Stadium) | 14 | Vị trí 1. 27–28 January (Nippon Gaishi Hall) Nagoya 2. 31 January – 2 February (Yokohama Arena) Yokohama 3. 22–23 February (Marine Messe Fukuoka) Fukuoka 4. 4–6 March (Osaka-Jo Hall) Osaka 5. 17–18 March (Yoyogi National Stadium) Tokyo 6. 25–26 March (Yoyogi National Stadium) Tokyo | |
| 2014                            | 2PM World Tour "GO CRAZY!"                  | 3 tháng 10 (Jamsil Indoor Stadium)              | 4 tháng 4 (Mercedez Benz Arena)      | 13 | Vị trí 1. 3 October (Jamsil Indoor Arena) Seoul 2. 4 October (Jamsil Indoor Arena) Seoul 3. 11 October (Impact Arena) Bangkok 4. 1 November (Capital Indoor Stadium) Bắc Kinh 5. 14 November (Trung tâm Prudential) Newark, NJ 6. 16 November (Rosemont Theatre) Rosemont, IL 7. 18 November (Verizon Theatre) Grand Prairie, TX 8. 20 November (Shrine Auditorium) Los Angeles, CA 9. 29 November (Guangzhou International Sports Arena) Guangzhou 10. 17 January (Olympic Sports Center Gymnasium) Nam Kinh 11. 14 February (AsianWorld-Expo Arena) Hongkong 12. 28 March (Istora Senayan) Jakarta 13. 4 April (Mercedez Benz Arena) Thượng Hải | |
| 2015                            | 2PM World Tour "GO CRAZY!"                  | 3 tháng 10 (Jamsil Indoor Stadium)              | 4 tháng 4 (Mercedez Benz Arena)      | 13 | Vị trí 1. 3 October (Jamsil Indoor Arena) Seoul 2. 4 October (Jamsil Indoor Arena) Seoul 3. 11 October (Impact Arena) Bangkok 4. 1 November (Capital Indoor Stadium) Bắc Kinh 5. 14 November (Trung tâm Prudential) Newark, NJ 6. 16 November (Rosemont Theatre) Rosemont, IL 7. 18 November (Verizon Theatre) Grand Prairie, TX 8. 20 November (Shrine Auditorium) Los Angeles, CA 9. 29 November (Guangzhou International Sports Arena) Guangzhou 10. 17 January (Olympic Sports Center Gymnasium) Nam Kinh 11. 14 February (AsianWorld-Expo Arena) Hongkong 12. 28 March (Istora Senayan) Jakarta 13. 4 April (Mercedez Benz Arena) Thượng Hải | |
| Japan Arena Tour: 2PM OF 2PM    | 7 tháng 4 (Marine Messe Fukuoka)            | 31 tháng 5 (Hokkaido Prefectural Sports Center) | 14                                   | Vị trí 1. 7–8 April (Marine Messe Fukuoka) Fukuoka 2. 14–15 April (Nagoya NGK Hall) Nagoya 3. 7–8 May (Osaka-Jo Hall) Osaka 4. 19–21 May (Yokohama Arena) Yokohama 5. 23–25 May (Yoyogi National Stadium) Tokyo 6. 30–31 May (Hokkaido Prefectural Sports Center) Hokkaido | | |
| 2PM Six "HIGHER" Days           | 7 tháng 10 (Nippon Budokan)                 | 29 tháng 10 (Nippon Gaishi Hall)                | 12                                   | Vị trí 1. 7–9 October (Nippon Budokan) Tokyo 2. 13–15 October (Osaka-jo Hall) Osaka 3. 20–22 October (Yokohama Arena) Yokohama 4. 27–29 October (Nippon Gaishi Hall) Nagoya | | |
| 2PM CONCERT 'House Party'       | 27 tháng 6 (Seoul Olympic Gymnastics Arena) | 20 tháng 3 (Impact Arena)                       | 5                                    | Vị trí 1. 27–28 June (Seoul Olympic Gymnastics Arena) Seoul 2. 22–23 August (Saitama Super Arena) Saitama 3. 20 March (Impact Arena) Bamgkok | | |
| 2PM CONCERT 'House Party'       | 27 tháng 6 (Seoul Olympic Gymnastics Arena) | 20 tháng 3 (Impact Arena)                       | 5                                    | Vị trí 1. 27–28 June (Seoul Olympic Gymnastics Arena) Seoul 2. 22–23 August (Saitama Super Arena) Saitama 3. 20 March (Impact Arena) Bamgkok | 2016 | |
| Japan Arena Tour: GALAXY OF 2PM | 23 tháng 4 (Nippon Gaishi Hall)             | 18 tháng 6 (Osaka-jo Hall)                      | 15                                   | Vị trí 1. 23-24 April (Nippon Gaishi Hall) Nagoya 2. 29 April - 1 May (Yoyogi National Stadium, First Gymnasium) Tokyo 3. 7–8 May (Marine Messe Fukuoka) Fukuoka 4. 20-22 May (Yoyogi National Stadium, First Gymnasium) Tokyo 5. 28–29 May (Hokkaido Prefectural Sports Center) Hokkaido 6. 16-18 June (Osaka-jo Hall) Osaka                                                                                    | | |
| The 2PM in Tokyo Dome           | 26 tháng 10 (Tokyo Dome)                    | 27 tháng 10 (Tokyo Dome)                        | 2                                    | Vị trí 1. 26 October (Tokyo Dome) Tokyo 2. 27 October (Tokyo Dome) Tokyo | | |

### JYP Nation
- 2009 JYP Tour
- 2010 JYP Nation Team Play Concert
- 2011 JYP Nation Concert tại Nhật Bản
- 2012 JYP Nation Concert tại Seoul
- 2012 JYP Nation Concert tại Nhật Bản
- 2014 JYP Nation ONE MIC tại Seoul
- 2014 JYP Nation ONE MIC tại Hong Kong
- 2014 JYP Nation ONE MIC tại Tokyo
- 2014 JYP Nation ONE MIC tại Bangkok
- 2016 JYP Nation Hologram Concert
- 2016 JYP Nation Mix&Match Concert

### Tham dự hòa nhạc
- 2010 Wonder Girls World Tour (tại USA với vai trò Biểu diễn khai mạc)
- 2014 Powerhouse Go Crazy tại Los Angeles, Dallas, Chicago và New York